# Lokše

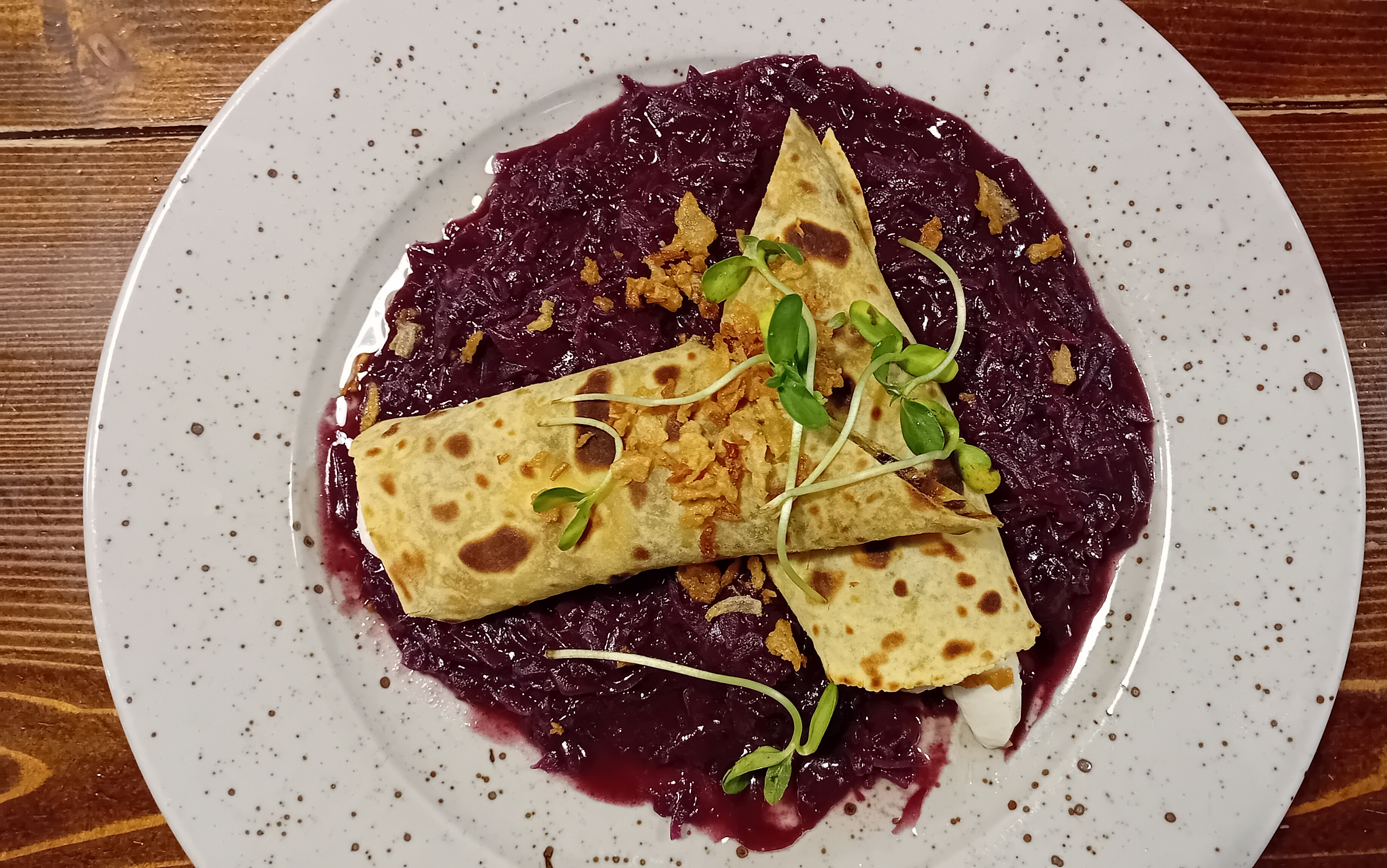
Lokše se šlehanou brynzou, červeným zelím, perníkem a povidly

Lokše (krajově také laty, přesňáky, šumpále nebo patenty) je druh bramborových placek oblíbený v kuchyni západního Slovenska a jižní Moravy. Na jižní Moravě se lokše také říká širokým nudlím přidávaným do polévky.

## Příprava
Lokše se vyrábějí z vařených brambor, které se nastrouhají a smíchají s moukou a solí. Vypracuje se těsto a rozválí na co nejtenčí placky, které se pečou nasucho na rozpálené plotně. Na Slovensku je oblíbenější slaná varianta, kdy se hotové placky mažou sádlem (nejlépe husím) a přikusují k polévce, případně plní kysaným zelím či mletým masem. Husími lokšemi je proslulý zejména Slovenský Grob. Moravané tradičně připravují sladké lokše, které se potřou povidly, svinou jako palačinky a posypou mákem a cukrem, někdy také přelijí rozpuštěným máslem.